# Simplemente María (telenovela de 1971)
Simplemente María es una telenovela venezolana producida y transmitida entre los años 1970 y 1971 por Cadena Venezolana de Televisión (actualmente, Venezolana de Televisión) con Carmen Julia Álvarez, Eduardo Serrano y José Luis Rodríguez como protagonistas, el debut de Cecilia Villarreal en telenovelas venezolanas y actuaciones especiales de Haydée Balza, Lila Morillo y actor mexicano Gustavo Rojo. Basada en la historia original de Celia Alcantara y con adaptación y libretos de Norberto Díaz Granados y Manuel G. Piñera.

## Trama
Es la historia de María, una mujer muy pobre engañada y abandonada con un hijo, quien por sus propios medios (estudiando y trabajando como costurera) termina levantando un imperio y realizando todos sus sueños.

## Elenco
- Carmen Julia Álvarez ... María Ramos
- Eduardo Serrano ... Esteban
- José Luis Rodríguez ... Roberto Caride/Antonio Ramos
- Haydée Balza ... Gaby
- Liliana Durán
- Olga Castillo ... Doña Pierina
- Elisa Parejo
- Gustavo Rojo
- Rosario Prieto ... Paola
- Cecilia Villarreal ... Angélica
- Giove Campuzano
- Virgilio Galindo
- Alberto Álvarez
- Yolanda Muñoz
- Carla Cuffia ... Teresa
- Juan Iturbide ... Fernando
- Cynthia Lavalle
- Frank Maneiro
- Lila Morillo ... Ita
- Eliseo Perera ... Carlos
- Leonardo Oliva
- Nardy Fernández
- Neyda Perdomo
- Domingo del Castillo ... Ramón Ramos
- José Poveda
- Alejandra Pinedo
- Emperatriz Rincones ... Yajaira
- Tony Rodríguez ... Antonio Ramos(niño)
- Dilia Waikkarán

## Tema musical
El tema de musical fue parte de la telenovela ocasionalmente y fue interpretado por José Luis Rodríguez El Puma.

## Versiones
- Simplemente María: telenovela producida por El Nueve de Argentina en 1967 con Irma Roy, Alberto Argibay y Rodolfo Salerno.
- Simplemente María: telenovela producida por Panamericana TV de Perú en 1969 con Saby Kamalich, Ricardo Blume y Braulio Castillo.
- Simplesmente María: telenovela producida por TV Tupi de Brasil en 1970 con Yoná Magalhães, Ênio Gonçalves y Carlos Alberto.
- Rosa... de lejos: telenovela producida por ATC de Argentina en 1980 con Leonor Benedetto, Pablo Alarcón y Juan Carlos Dual.
- Simplemente María: telenovela producida por Valentín Pimstein para Televisa de México en 1989 con Victoria Ruffo, Manuel Saval y Jaime Garza.
- Simplemente María: telenovela producida por Ignacio Sada Madero para Televisa de México en 2015 con Claudia Álvarez, José Ron y Ferdinando Valencia.